# Јеврејска Аутономна Област
Јеврејска Аутономна Област (рус. Еврейская автономная область, јид. ייִדישער אױטאָנאָמע געגנט) је конститутивни субјект Руске Федерације са статусом аутономне области на простору Далекоисточног федералног округа у азијском делу Русије.
Административни центар аутономне области је град Биробиџан.

## Етимологија
Област је основана за време Стаљина 1928. и требало је да послужи као нова матична држава за све Јевреје из Совјетског Савеза. У прво време ова идеја је позитивно оцењена међу Јеврејима. Међутим, због оштре климе, али и политике Стаљина 1930-их година, мало се Јевреја одлучило за живот у овој области. Максимална концентрација Јевреја достигнута је непосредно после Другог светског рата и Холокауста, када се сматрало да је Област уточиште за јеврејске избеглице. Тада су око трећину становништва чинили Јевреји.
Оснивањем Израела, опао је интерес за живот у овој далекој територији, тако да у њој данас живи само око 2300 Јевреја.

## Географија
Површина Јеврејске Аутономне Области је 36.100 km², а ту живи 186.541 људи (подаци из 2006).
Данас има око 1,2% становника Јевреја у овој области. Руси чине 89,93% становништва, а Украјинци 4,44%. Главни и највећи град области је Биробиџан.

## Становништво
| 1989.   | 2002.   | 2010.   |
| ------- | ------- | ------- |
| 215.937 | 190.915 | 176.558 |